# Ковалево (Ярославская область)
Ковалево — деревня Фоминского сельского округа Константиновского сельского поселения Тутаевского района Ярославской области .
Деревня находится на юго-востоке сельского поселения, к юго-востоку от Тутаева и югу от посёлка Константиновский. Она стоит на открытой местности в развилке двух дорог: с северо-востока от деревни проходит федеральная трасса Р151 Ярославль—Тутаев, а с юго-востока дорога, соединяющая с федеральной трассой деревню Омелино. К северо-западу от деревни Ковалево, на расстоянии около 1 км стоит небольшая деревня Фарисеево. К северу, с другой стороны федеральной трассы стоит деревня Панино. В северо-восточном направлении от Ковалева на берегу Волги стоит относительно крупный посёлок Микляиха .
Деревня Ковалева указана на плане Генерального межевания Борисоглебского уезда 1792 года. В 1825 Борисоглебский уезд был объединён с Романовским уездом. По сведениям 1859 года деревня относилась к Романово-Борисоглебскому уезду .
На 1 января 2007 года в деревне Ковалево числилось 24 постоянных жителя . По карте 1975 г. в деревне жило 36 человек. Почтовое отделение, находящееся в посёлке Константиновский, обслуживает в деревне 11 владений .